# Dong Bing
Dong Bing (chiń. 董冰; ur. 10 grudnia 1996 w Jilin) – chińska narciarka, uprawiająca skoki narciarskie i kombinację norweską.

## Przebieg kariery

### Skoki narciarskie
W styczniu 2013 zadebiutowała w FIS Cup, zajmując 10. miejsce w zawodach w Râșnovie. Wystartowała na Zimowej Uniwersjadzie 2017. Indywidualnie była 11., a w drużynie mieszanej zajęła 9. pozycję.
W lipcu 2021 trzykrotnie stanęła na podium konkursów FIS Cup, a następnie zadebiutowała w Letnim Pucharze Kontynentalnym, zajmując 5. miejsce w zawodach w Kuopio. W sierpniu 2021 dwukrotnie stanęła na podium tego cyklu dzięki zajęciu 3. i 2. lokaty w Râșnovie, a we wrześniu zdobyła punkty Letniego Grand Prix, konkursy w Czajkowskim kończąc na 13. i 12. pozycji. 27 listopada 2021 zadebiutowała w Pucharze Świata, zajmując 39. miejsce w Niżnym Tagile. Następnie zajęła 2. pozycję w zawodach Pucharu Kontynentalnego w Zhangjiakou, a 11 grudnia 2021  zdobyła pierwsze punkty Pucharu Świata, zajmując 21. miejsce w konkursie w Klingenthal.

### Kombinacja norweska
W grudniu 2018 zadebiutowała w Pucharze Kontynentalnym w kombinacji norweskiej, w zawodach rozgrywanych w Park City oraz Steamboat Springs zajmując kolejno lokaty 11. (Gundersen HS75/5 km), 10. (Gundersen HS75/5 km) i 9. (Gundersen HS100/5 km). W zawodach tej rangi punktowała jeszcze raz – w styczniu 2019 w Otepää, gdzie była 18. (Gundersen HS97/5 km). W sierpniu 2019 w Oberwiesenthal wystartowała w Letnim Grand Prix w kombinacji norweskiej, zajmując 18. lokatę (Gundersen HS106/4,5 km).

## Osiągnięcia –skoki narciarskie

### Igrzyska olimpijskie
| Miejsce | Dzień    | Rok  | Miejscowość       | Skocznia  | Punkt K | HS     | Konkurs      | Skok 1 | Skok 2 | Nota                 | Strata    | Zwyciężczyni |
| ------- | -------- | ---- | ----------------- | --------- | ------- | ------ | ------------ | ------ | ------ | -------------------- | --------- | ------------ |
| 31.     | 5 lutego | 2022 | Pekin/Zhangjiakou | Snow Ruyi | K-95    | HS-106 | indywid.     | 73,0 m | –      | 57,3 pkt             | 181,7 pkt | Urša Bogataj |
| 10.     | 7 lutego | 2022 | Pekin/Zhangjiakou | Snow Ruyi | K-95    | HS-106 | druż. miesz. | 76,0 m | –      | 229,8 pkt (69,4 pkt) | 771,7 pkt | Słowenia     |

### Puchar Świata

#### Miejsca w klasyfikacji generalnej
| Sezon     | Miejsce |
| --------- | ------- |
| 2021/2022 | 47.     |

#### Miejsca w poszczególnych konkursachPucharu Świata
stan na 23 lutego 2025
| Źródło | Źródło      | Źródło      | Źródło      | Źródło      | Źródło                 | Źródło     | Źródło  | Źródło  | Źródło    | Źródło    | Źródło     | Źródło     | Źródło      | Źródło      | Źródło      | Źródło | Źródło  | Źródło     | Źródło     | Źródło | Źródło    | Źródło    | Źródło | Źródło | Źródło | Źródło | Źródło | Źródło | Źródło | Źródło | Źródło | Źródło | Źródło | Źródło | Źródło | Źródło | Źródło | Źródło | Źródło | Źródło | Źródło | Źródło | Źródło | Źródło | Źródło | Źródło | Źródło | Źródło | Źródło |
| --- | ----------- | ----------- | ----------- | ----------- | ---------------------- | ---------- | ------- | ------- | --------- | --------- | ---------- | ---------- | ----------- | ----------- | ----------- | ------ | ------- | ---------- | ---------- | ------ | --------- | --------- | ------ | ------ | ------ | ------ | ------ | ------ | ------ | ------ | ------ | ------ | ------ | ------ | ------ | ------ | ------ | ------ | ------ | ------ | ------ | ------ | ------ | ------ | ------ | ------ | ------ | ------ | ------ |
| Sezon 2021/2022 |             |             |             |             |                        |            |         |         |           |           |            |            |             |             |             |        |         |            |            |        |           |           |        |        |        |        |        |        |        |        |        |        |        |        |        |        |        |        |        |        |        |        |        |        |        |        |        |        |        |
| Niżny Tagił | Niżny Tagił | Lillehammer | Lillehammer | Klingenthal | Klingenthal            | Ramsau     | Ljubno  | Ljubno  | Willingen | Willingen | Hinzenbach | Hinzenbach | Lillehammer | Lillehammer | Oslo        | Oslo   | Oberhof | Oberhof    | punkty     | punkty | punkty    | punkty    | punkty | punkty | punkty | punkty | punkty | punkty | punkty | punkty | punkty | punkty | punkty | punkty | punkty | punkty | punkty |        |        |        |        |        |        |        |        |        |        |        |        |
| q | 39          | -           | -           | 32          | 21                     | 30         | 38      | q       | -         | -         | -          | -          | -           | -           | -           | -      | -       | -          | 11         | 11     | 11        | 11        | 11     | 11     | 11     | 11     | 11     | 11     | 11     | 11     | 11     | 11     | 11     | 11     | 11     | 11     | 11     |        |        |        |        |        |        |        |        |        |        |        |        |
| Sezon 2024/2025 |             |             |             |             |                        |            |         |         |           |           |            |            |             |             |             |        |         |            |            |        |           |           |        |        |        |        |        |        |        |        |        |        |        |        |        |        |        |        |        |        |        |        |        |        |        |        |        |        |        |
| Lillehammer | Lillehammer | Zhangjiakou | Zhangjiakou | Engelberg   | Garmisch-Partenkirchen | Oberstdorf | Villach | Villach | Sapporo   | Sapporo   | Zaō        | Zaō        | Willingen   | Lake Placid | Lake Placid | Ljubno | Ljubno  | Hinzenbach | Hinzenbach | Oslo   | Vikersund | Vikersund | Lahti  | Lahti  | punkty |        |        |        |        |        |        |        |        |        |        |        |        |        |        |        |        |        |        |        |        |        |        |        |        |
| 33 | q           | q           | 20          | -           | -                      | -          | q       | 35      | 32        | 39        | q          | 31         | -           | -           | -           | 31     | 22      | 28         | q          |        |           |           |        |        | 23     |        |        |        |        |        |        |        |        |        |        |        |        |        |        |        |        |        |        |        |        |        |        |        |        |
| Legenda |             |             |             |             |                        |            |         |         |           |           |            |            |             |             |             |        |         |            |            |        |           |           |        |        |        |        |        |        |        |        |        |        |        |        |        |        |        |        |        |        |        |        |        |        |        |        |        |        |        |
| 1 2 3 4-10 11-30 poniżej 30 dq – dyskwalifikacja q – dyskwalifikacja w kwalifikacjach q – zawodniczka nie zakwalifikowała się - – zawodniczka nie wystartowała |             |             |             |             |                        |            |         |         |           |           |            |            |             |             |             |        |         |            |            |        |           |           |        |        |        |        |        |        |        |        |        |        |        |        |        |        |        |        |        |        |        |        |        |        |        |        |        |        |        |

### Turniej Sylwestrowy

#### Miejsca w klasyfikacji generalnej
| Sezon     | Miejsce |
| --------- | ------- |
| 2021/2022 | 50.     |

### Korona Alp

#### Miejsca w klasyfikacji generalnej
| Sezon     | Miejsce |
| --------- | ------- |
| 2021/2022 | 42.     |

### Letnie Grand Prix

#### Miejsca w klasyfikacji generalnej
| Sezon | Miejsce |
| ----- | ------- |
| 2021  | 36.     |
| 2024  | 31.     |

#### Miejsca w poszczególnych konkursachLGP
stan po zakończeniu LGP 2024
| Źródło | Źródło           | Źródło           | Źródło         | Źródło            | Źródło            | Źródło            | Źródło | Źródło | Źródło | Źródło | Źródło | Źródło | Źródło | Źródło | Źródło | Źródło | Źródło | Źródło | Źródło | Źródło | Źródło | Źródło | Źródło | Źródło | Źródło | Źródło |
| --- | ---------------- | ---------------- | -------------- | ----------------- | ----------------- | ----------------- | ------ | ------ | ------ | ------ | ------ | ------ | ------ | ------ | ------ | ------ | ------ | ------ | ------ | ------ | ------ | ------ | ------ | ------ | ------ | ------ |
| 2021 |                  |                  |                |                   |                   |                   |        |        |        |        |        |        |        |        |        |        |        |        |        |        |        |        |        |        |        |        |
| Wisła 17.07 | Wisła 18.07      | Courchevel 06.08 | Frenštát 15.08 | Czajkowskij 11.09 | Czajkowskij 12.09 | Klingenthal 02.10 | punkty | punkty | punkty | punkty | punkty | punkty | punkty | punkty | punkty | punkty | punkty | punkty | punkty | punkty | punkty | punkty | punkty | punkty | punkty |        |
| - | -                | -                | q              | 13                | 12                | 35                | 42     | 42     | 42     | 42     | 42     | 42     | 42     | 42     | 42     | 42     | 42     | 42     | 42     | 42     | 42     | 42     | 42     | 42     | 42     |        |
| 2024 |                  |                  |                |                   |                   |                   |        |        |        |        |        |        |        |        |        |        |        |        |        |        |        |        |        |        |        |        |
| Courchevel 13.08 | Courchevel 14.08 | Râșnov 21.09     | Râșnov 22.09   | Klingenthal 05.10 | punkty            | punkty            | punkty | punkty | punkty | punkty | punkty | punkty | punkty | punkty | punkty | punkty | punkty | punkty | punkty | punkty | punkty | punkty | punkty |        |        |        |
| 29 | 31               | 14               | 16             | -                 | 35                | 35                | 35     | 35     | 35     | 35     | 35     | 35     | 35     | 35     | 35     | 35     | 35     | 35     | 35     | 35     | 35     | 35     | 35     |        |        |        |
| Legenda |                  |                  |                |                   |                   |                   |        |        |        |        |        |        |        |        |        |        |        |        |        |        |        |        |        |        |        |        |
| 1 2 3 4-10 11-30 poniżej 30 dq – dyskwalifikacja q – dyskwalifikacja w kwalifikacjach q – zawodniczka nie zakwalifikowała się - – zawodniczka nie wystartowała |                  |                  |                |                   |                   |                   |        |        |        |        |        |        |        |        |        |        |        |        |        |        |        |        |        |        |        |        |

### Puchar Interkontynentalny

#### Miejsca w klasyfikacji generalnej
| Sezon     | Miejsce |
| --------- | ------- |
| 2024/2025 | 27.     |

#### Miejsca w poszczególnych konkursachPucharu Interkontynentalnego
stan po zakończeniu sezonu 2024/2025
| Źródło                                                                            | Źródło            | Źródło        | Źródło        | Źródło      | Źródło      | Źródło              | Źródło              | Źródło         | Źródło         | Źródło        | Źródło        | Źródło      | Źródło      | Źródło | Źródło | Źródło | Źródło | Źródło | Źródło | Źródło | Źródło | Źródło | Źródło | Źródło | Źródło | Źródło | Źródło | Źródło | Źródło | Źródło | Źródło | Źródło | Źródło | Źródło | Źródło | Źródło | Źródło | Źródło | Źródło |
| --------------------------------------------------------------------------------- | ----------------- | ------------- | ------------- | ----------- | ----------- | ------------------- | ------------------- | -------------- | -------------- | ------------- | ------------- | ----------- | ----------- | ------ | ------ | ------ | ------ | ------ | ------ | ------ | ------ | ------ | ------ | ------ | ------ | ------ | ------ | ------ | ------ | ------ | ------ | ------ | ------ | ------ | ------ | ------ | ------ | ------ | ------ |
| Sezon 2024/2025                                                                   |                   |               |               |             |             |                     |                     |                |                |               |               |             |             |        |        |        |        |        |        |        |        |        |        |        |        |        |        |        |        |        |        |        |        |        |        |        |        |        |        |
| Zhangjiakou HS106                                                                 | Zhangjiakou HS106 | Notodden HS98 | Notodden HS98 | Falun HS100 | Falun HS100 | Bischofshofen HS142 | Bischofshofen HS142 | Eisenerz HS109 | Eisenerz HS109 | Oberhof HS100 | Oberhof HS100 | Lahti HS116 | Lahti HS116 | punkty | punkty | punkty | punkty | punkty | punkty | punkty | punkty | punkty | punkty | punkty | punkty | punkty | punkty | punkty | punkty | punkty | punkty | punkty |        |        |        |        |        |        |        |
| 7                                                                                 | 5                 | -             | -             | -           | -           | -                   | -                   | -              | -              | -             | -             | 14          | 6           | 139    | 139    | 139    | 139    | 139    | 139    | 139    | 139    | 139    | 139    | 139    | 139    | 139    | 139    | 139    | 139    | 139    | 139    | 139    |        |        |        |        |        |        |        |
| Legenda                                                                           |                   |               |               |             |             |                     |                     |                |                |               |               |             |             |        |        |        |        |        |        |        |        |        |        |        |        |        |        |        |        |        |        |        |        |        |        |        |        |        |        |
| 1 2 3 4-10 11-30 poniżej 30 dq – dyskwalifikacja - – zawodniczka nie wystartowała |                   |               |               |             |             |                     |                     |                |                |               |               |             |             |        |        |        |        |        |        |        |        |        |        |        |        |        |        |        |        |        |        |        |        |        |        |        |        |        |        |

### Puchar Kontynentalny

#### Miejsca w klasyfikacji generalnej
| Sezon     | Miejsce |
| --------- | ------- |
| 2021/2022 | 29.     |

#### Miejsca na podium w konkursach indywidualnych Pucharu Kontynentalnego chronologicznie
| Lp. | Dzień     | Rok  | Miejscowość | Skocznia  | Punkt K | HS     | Skok 1 | Skok 2  | Nota      | Lok. | Strata  | Zwyciężczyni       |
| --- | --------- | ---- | ----------- | --------- | ------- | ------ | ------ | ------- | --------- | ---- | ------- | ------------------ |
| 1.  | 5 grudnia | 2021 | Zhangjiakou | Snow Ruyi | K-95    | HS-106 | 96,5 m | 100,5 m | 216,6 pkt | 2.   | 3,0 pkt | Diana Toropczenowa |

#### Miejsca w poszczególnych konkursachPucharu Kontynentalnego
| Źródło                                                                            | Źródło      | Źródło    | Źródło    | Źródło   | Źródło   | Źródło    | Źródło    | Źródło     | Źródło     | Źródło    | Źródło    | Źródło   | Źródło   | Źródło      | Źródło      | Źródło | Źródło | Źródło | Źródło | Źródło | Źródło | Źródło | Źródło | Źródło | Źródło | Źródło | Źródło | Źródło | Źródło | Źródło | Źródło | Źródło | Źródło | Źródło | Źródło | Źródło | Źródło | Źródło | Źródło |
| --------------------------------------------------------------------------------- | ----------- | --------- | --------- | -------- | -------- | --------- | --------- | ---------- | ---------- | --------- | --------- | -------- | -------- | ----------- | ----------- | ------ | ------ | ------ | ------ | ------ | ------ | ------ | ------ | ------ | ------ | ------ | ------ | ------ | ------ | ------ | ------ | ------ | ------ | ------ | ------ | ------ | ------ | ------ | ------ |
| Sezon 2021/2022                                                                   |             |           |           |          |          |           |           |            |            |           |           |          |          |             |             |        |        |        |        |        |        |        |        |        |        |        |        |        |        |        |        |        |        |        |        |        |        |        |        |
| Zhangjiakou                                                                       | Zhangjiakou | Vikersund | Vikersund | Notodden | Notodden | Innsbruck | Innsbruck | Brotterode | Brotterode | Park City | Park City | Whistler | Whistler | Lake Placid | Lake Placid | punkty |        |        |        |        |        |        |        |        |        |        |        |        |        |        |        |        |        |        |        |        |        |        |        |
| 4                                                                                 | 2           | -         | -         | -        | -        | -         | -         | -          | -          | -         | -         | -        | -        | -           | -           | 130    |        |        |        |        |        |        |        |        |        |        |        |        |        |        |        |        |        |        |        |        |        |        |        |
| Legenda                                                                           |             |           |           |          |          |           |           |            |            |           |           |          |          |             |             |        |        |        |        |        |        |        |        |        |        |        |        |        |        |        |        |        |        |        |        |        |        |        |        |
| 1 2 3 4-10 11-30 poniżej 30 dq – dyskwalifikacja - – zawodniczka nie wystartowała |             |           |           |          |          |           |           |            |            |           |           |          |          |             |             |        |        |        |        |        |        |        |        |        |        |        |        |        |        |        |        |        |        |        |        |        |        |        |        |

### Letni Puchar Kontynentalny

#### Miejsca w klasyfikacji generalnej
| Sezon | Miejsce |
| ----- | ------- |
| 2021  | 3.      |

#### Miejsca na podium w konkursach indywidualnych LPK chronologicznie
| Lp. | Dzień       | Rok  | Miejscowość | Skocznia                    | Punkt K | HS    | Skok 1 | Skok 2 | Nota      | Lok. | Strata   | Zwyciężczyni  |
| --- | ----------- | ---- | ----------- | --------------------------- | ------- | ----- | ------ | ------ | --------- | ---- | -------- | ------------- |
| 1.  | 21 sierpnia | 2021 | Râșnov      | Trambulina Valea Cărbunării | K-90    | HS-97 | 89,5 m | 85,0 m | 193,8 pkt | 3.   | 27,5 pkt | Jerneja Brecl |
| 2.  | 22 sierpnia | 2021 | Râșnov      | Trambulina Valea Cărbunării | K-90    | HS-97 | 82,0 m | 91,5 m | 193,4 pkt | 2.   | 18,7 pkt | Jerneja Brecl |

#### Miejsca w poszczególnych konkursachLetniego Pucharu Kontynentalnego
| Źródło                                                                            | Źródło | Źródło | Źródło | Źródło | Źródło | Źródło | Źródło | Źródło | Źródło | Źródło | Źródło | Źródło | Źródło | Źródło | Źródło | Źródło | Źródło | Źródło | Źródło | Źródło | Źródło | Źródło | Źródło | Źródło | Źródło | Źródło |
| --------------------------------------------------------------------------------- | ------ | ------ | ------ | ------ | ------ | ------ | ------ | ------ | ------ | ------ | ------ | ------ | ------ | ------ | ------ | ------ | ------ | ------ | ------ | ------ | ------ | ------ | ------ | ------ | ------ | ------ |
| 2021                                                                              |        |        |        |        |        |        |        |        |        |        |        |        |        |        |        |        |        |        |        |        |        |        |        |        |        |        |
| Kuopio                                                                            | Kuopio | Râșnov | Râșnov | Oslo   | Oslo   | punkty | punkty | punkty | punkty | punkty | punkty | punkty | punkty | punkty | punkty | punkty | punkty | punkty | punkty | punkty | punkty | punkty | punkty | punkty |        |        |
| 12                                                                                | 5      | 3      | 2      | -      | -      | 207    | 207    | 207    | 207    | 207    | 207    | 207    | 207    | 207    | 207    | 207    | 207    | 207    | 207    | 207    | 207    | 207    | 207    | 207    |        |        |
| Legenda                                                                           |        |        |        |        |        |        |        |        |        |        |        |        |        |        |        |        |        |        |        |        |        |        |        |        |        |        |
| 1 2 3 4-10 11-30 poniżej 30 dq – dyskwalifikacja - – zawodniczka nie wystartowała |        |        |        |        |        |        |        |        |        |        |        |        |        |        |        |        |        |        |        |        |        |        |        |        |        |        |

### FIS Cup

#### Miejsca w klasyfikacji generalnej
| Sezon     | Miejsce |
| --------- | ------- |
| 2012/2013 | 26.     |
| 2021/2022 | 9.      |

#### Miejsca na podium w konkursach indywidualnych FIS Cupu chronologicznie
| Lp. | Dzień    | Rok  | Miejscowość | Skocznia | Punkt K | HS     | Skok 1 | Skok 2 | Nota      | Lok. | Strata   | Zwyciężczyni     |
| --- | -------- | ---- | ----------- | -------- | ------- | ------ | ------ | ------ | --------- | ---- | -------- | ---------------- |
| 1.  | 3 lipca  | 2021 | Otepää      | Tehvandi | K-90    | HS-97  | 90,5 m | 92,5 m | 200,6 pkt | 3.   | 10,2 pkt | Marija Jakowlewa |
| 2.  | 4 lipca  | 2021 | Otepää      | Tehvandi | K-90    | HS-97  | 84,0 m | –      | 96,7 pkt  | 2.   | 15,0 pkt | Marija Jakowlewa |
| 3.  | 16 lipca | 2021 | Kuopio      | Puijo    | K-92    | HS-100 | 99,5 m | 86,5 m | 186,8 pkt | 3.   | 13,4 pkt | Hannah Wiegele   |

#### Miejsca w poszczególnych konkursachFIS Cupu
| Źródło                                                                            | Źródło  | Źródło  | Źródło  | Źródło     | Źródło     | Źródło       | Źródło       | Źródło | Źródło | Źródło   | Źródło  | Źródło | Źródło | Źródło     | Źródło     | Źródło   | Źródło  | Źródło  | Źródło  | Źródło  | Źródło | Źródło | Źródło | Źródło | Źródło | Źródło | Źródło | Źródło | Źródło | Źródło | Źródło | Źródło | Źródło | Źródło | Źródło | Źródło | Źródło | Źródło | Źródło |
| --------------------------------------------------------------------------------- | ------- | ------- | ------- | ---------- | ---------- | ------------ | ------------ | ------ | ------ | -------- | ------- | ------ | ------ | ---------- | ---------- | -------- | ------- | ------- | ------- | ------- | ------ | ------ | ------ | ------ | ------ | ------ | ------ | ------ | ------ | ------ | ------ | ------ | ------ | ------ | ------ | ------ | ------ | ------ | ------ |
| Sezon 2012/2013                                                                   |         |         |         |            |            |              |              |        |        |          |         |        |        |            |            |          |         |         |         |         |        |        |        |        |        |        |        |        |        |        |        |        |        |        |        |        |        |        |        |
| Villach                                                                           | Villach | Râșnov  | Râșnov  | punkty     | punkty     | punkty       | punkty       | punkty | punkty | punkty   | punkty  | punkty | punkty | punkty     | punkty     | punkty   | punkty  | punkty  | punkty  | punkty  | punkty | punkty |        |        |        |        |        |        |        |        |        |        |        |        |        |        |        |        |        |
| -                                                                                 | -       | -       | 10      | 26         | 26         | 26           | 26           | 26     | 26     | 26       | 26      | 26     | 26     | 26         | 26         | 26       | 26      | 26      | 26      | 26      | 26     | 26     |        |        |        |        |        |        |        |        |        |        |        |        |        |        |        |        |        |
| Sezon 2016/2017                                                                   |         |         |         |            |            |              |              |        |        |          |         |        |        |            |            |          |         |         |         |         |        |        |        |        |        |        |        |        |        |        |        |        |        |        |        |        |        |        |        |
| Villach                                                                           | Villach | Szczyrk | Szczyrk | Einsiedeln | Einsiedeln | Hinterzarten | Hinterzarten | Râșnov | Râșnov | Notodden | punkty  | punkty | punkty | punkty     | punkty     | punkty   | punkty  | punkty  | punkty  | punkty  | punkty | punkty | punkty | punkty | punkty | punkty | punkty | punkty | punkty |        |        |        |        |        |        |        |        |        |        |
| -                                                                                 | -       | -       | -       | -          | -          | -            | -            | -      | -      | 42       | 0       | 0      | 0      | 0          | 0          | 0        | 0       | 0       | 0       | 0       | 0      | 0      | 0      | 0      | 0      | 0      | 0      | 0      | 0      |        |        |        |        |        |        |        |        |        |        |
| Sezon 2021/2022                                                                   |         |         |         |            |            |              |              |        |        |          |         |        |        |            |            |          |         |         |         |         |        |        |        |        |        |        |        |        |        |        |        |        |        |        |        |        |        |        |        |
| Otepää                                                                            | Otepää  | Kuopio  | Kuopio  | Gérardmer  | Gérardmer  | Einsiedeln   | Einsiedeln   | Ljubno | Ljubno | Villach  | Villach | Falun  | Falun  | Kandersteg | Kandersteg | Zakopane | Villach | Villach | Oberhof | Oberhof | punkty |        |        |        |        |        |        |        |        |        |        |        |        |        |        |        |        |        |        |
| 3                                                                                 | 2       | 5       | 3       | -          | -          | -            | -            | -      | -      | 7        | 11      | -      | -      | -          | -          | -        | -       | -       | -       | -       | 305    |        |        |        |        |        |        |        |        |        |        |        |        |        |        |        |        |        |        |
| Legenda                                                                           |         |         |         |            |            |              |              |        |        |          |         |        |        |            |            |          |         |         |         |         |        |        |        |        |        |        |        |        |        |        |        |        |        |        |        |        |        |        |        |
| 1 2 3 4-10 11-30 poniżej 30 dq – dyskwalifikacja - – zawodniczka nie wystartowała |         |         |         |            |            |              |              |        |        |          |         |        |        |            |            |          |         |         |         |         |        |        |        |        |        |        |        |        |        |        |        |        |        |        |        |        |        |        |        |